# 基斯瓦爾區
基斯瓦爾區（西班牙語：Distrito de Quishuar），是秘魯的一個區，位於該國中南部萬卡韋利卡大區的塔亞卡哈省，始建於1957年3月6日，面積31.54平方公里，海拔高度3,130米，2005年人口1,023，人口密度每平方公里32人。